# Oedothorax angelus
Oedothorax angelus là một loài nhện trong họ Linyphiidae.
Loài này thuộc chi Oedothorax. Oedothorax angelus được Andrei V. Tanasevitch miêu tả năm 1998.